# Дамяново
Дамяново (болг. Дамяново) — село в Болгарии. Находится в Габровской области, входит в общину Севлиево. Население составляет 525 человек.

## Политическая ситуация
В местном кметстве Дамяново, в состав которого входит Дамяново, должность кмета (старосты) исполняет Николай Йонков Колев (Граждане за европейское развитие Болгарии (ГЕРБ)) по результатам выборов.
Кмет (мэр) общины Севлиево — Йордан Георгиев Стойков (коалиция в составе 5 партий: Болгарская социал-демократия (БСД), Болгарская социалистическая партия (БСП), Движение за социальный гуманизм (ДСХ), Земледельческий союз Александра Стамболийского (ЗСАС), Политический клуб «Экогласность») по результатам выборов.